# پائول رابینسون (بازیکن فوتبال، زاده ۱۹۶۳)
پائول رابینسون (انگلیسی: Paul Robinson؛ زادهٔ ۵ ژانویهٔ ۱۹۶۳) بازیکن فوتبال اهل انگلستان است.
از باشگاه‌هایی که در آن بازی کرده‌است می‌توان به باشگاه فوتبال میلوال اشاره کرد.